# Brad Lincoln
Brad Eric Lincoln (né le 25 mai 1985 à Lake Jackson, Texas, États-Unis) est un lanceur de relève droitier de baseball qui évolue dans les Ligues majeures de 2010 à 2014.

## Carrière

### Débuts
Après des études secondaires à la Brazoswood High School de Clute (Texas), Brad Lincoln est repêché le 3 juin 2003 par les Rangers du Texas au 28e tour de sélection. Il repousse l'offre et suit des études supérieures à l'Université de Houston où il porte les couleurs des Cougars de Houston de 2004 à 2006.  
Lincoln rejoint les rangs professionnels à l'issue du repêchage du 6 juin 2006 par les Pirates de Pittsburgh au premier tour de sélection (4e choix). Il perçoit un bonus de 2,75 millions de dollars à la signature de son premier contrat professionnel le 21 juin 2006. Il est désigné meilleur joueur de l'année de la Conference USA en 2006.
Il passe quatre saisons en Ligues mineures, mais sa progression est ralentie par une Opération de type Tommy John subie le 3 avril 2007. Durant cette période en mineures, Lincoln est membre de l'équipe des États-Unis qui remporte la coupe du monde 2009.

### Pirates de Pittsburgh
Lincoln fait ses débuts en Ligue majeure le 9 juin 2010 comme lanceur partant pour Pittsburgh lors d'un match face aux Nationals de Washington. Il signe sa première victoire au plus haut niveau le 30 juin contre les Cubs de Chicago à Wrigley Field. À cette occasion, il n'accorde aucun point lors des sept manches qu'il lance.
Il est réaffecté en Triple-A le 26 juillet 2010 avant de faire deux apparitions en majeures en toute fin de saison, les 22 et 30 septembre, comme releveur
Il dispute 12 matchs pour les Pirates en 2011, dont 8 comme lanceur partant. Sa fiche victoires-défaites est de 2-3 avec une moyenne de points mérités de 4,72.
Au sein d'un solide personnel de lanceurs, Lincoln démontre du progrès en 2012 lorsque les Pirates l'emploient dans 28 matchs, dont 23 comme releveur et 5 comme lanceur partant. Il présente alors une moyenne de points mérités de 2,73 avec 4 victoires, deux défaites, son premier sauevetage dans les majeures, et 60 retraits sur des prises en 59 manches et un tiers au monticule.

### Blue Jays de Toronto

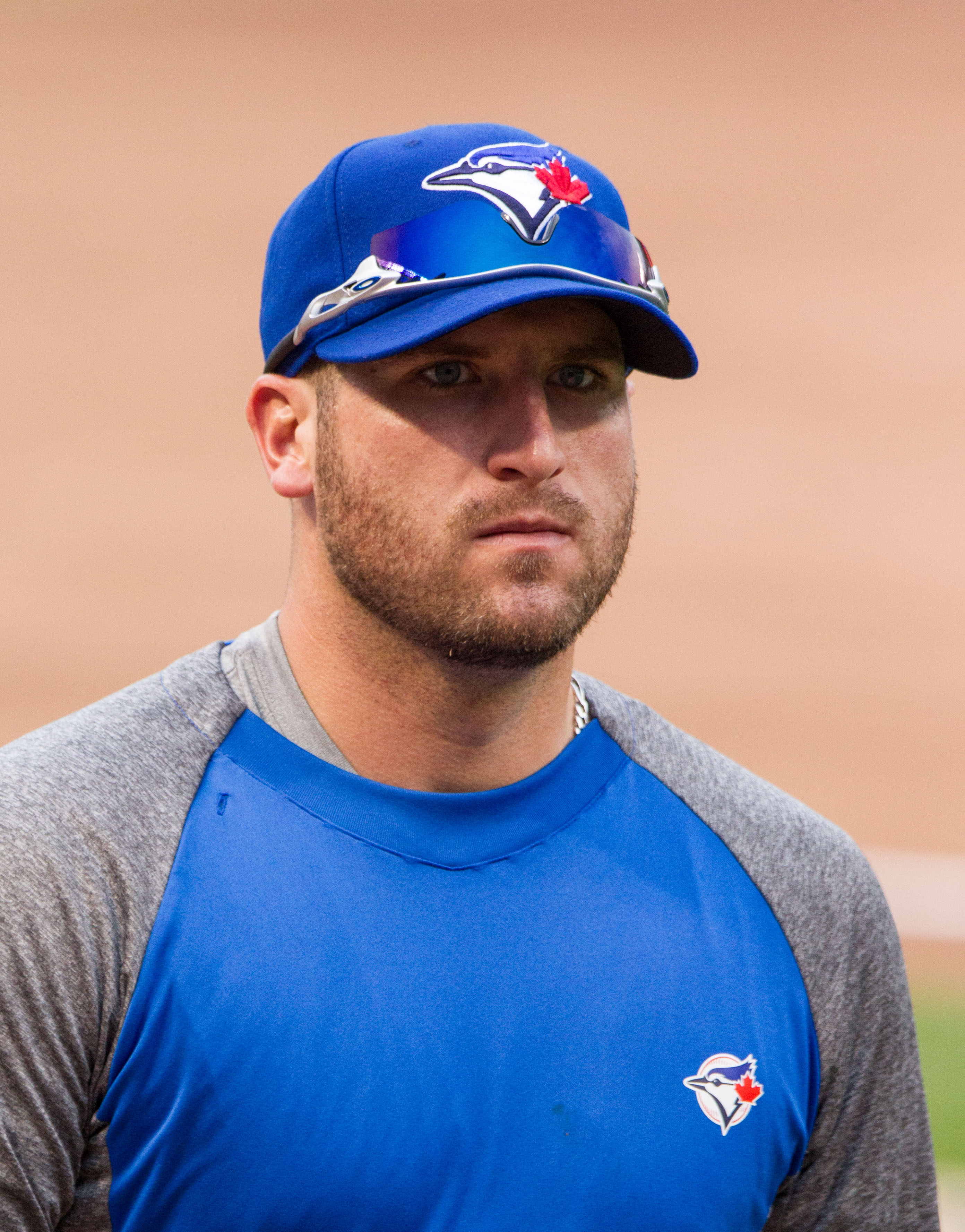
Brad Lincoln avec les Blue Jays de Toronto en août 2012.

Le 31 juillet 2012, les Pirates échangent Lincoln aux Blue Jays de Toronto contre un autre ancien premier choix de repêchage, le voltigeur Travis Snider. Les succès obtenus à Pittsburgh en première moitié de saison ne se répètent pas à Toronto. En 24 matchs chez les Jays en 2012, Lincoln présente une moyenne de points mérités de 5,65 en 28 manches et deux tiers lancées, avec une victoire comme seule décision. Il complète sa saison 2012 avec une moyenne de 3,68 en 88 manches lancées lors de 52 sorties, dont 47 comme releveur. Il possède une fiche de 5 victoires et deux défaites.
En 2013, Lincoln lance 31 manches et deux tiers en 22 sorties en relève pour Toronto. Sa moyenne s'élève à 3,98 avec une victoire et deux défaites. Il partage la saison entre les majeures et le club-école de ligues mineures de la franchise, à Buffalo.

### Phillies de Philadelphie
Le 3 décembre 2013, Toronto échange Brad Lincoln aux Phillies de Philadelphie contre le receveur Erik Kratz et un lanceur gaucher des ligues mineures, Rob Rasmussen. Il ne joue que deux matchs avec les Phillies en 2014.

### Retour à Pittsburgh
Lincoln retourne chez les Pirates de Pittsburgh sur un contrat des ligues mineures le 17 novembre 2014.

## Statistiques
| Saison | Équipe     | G  | GS | CG | SHO | V | D | SV | IP   | SO | ERA  |
| ------ | ---------- | -- | -- | -- | --- | - | - | -- | ---- | -- | ---- |
| 2010   | Pittsburgh | 11 | 9  | 0  | 0   | 1 | 4 | 0  | 52.2 | 25 | 6,66 |
| Totaux | Totaux     | 11 | 9  | 0  | 0   | 1 | 4 | 0  | 52.2 | 25 | 6,66 |

Note : G = Matches joués ; GS = Matches comme lanceur partant ; CG = Matches complets ; SHO = Blanchissages ; 
V = Victoires ; D = Défaites ; SV = Sauvetages ; IP = Manches lancées ; SO = Retraits sur des prises ; ERA = Moyenne de points mérités.